# Municipio de Bowie (condado de Desha)
El municipio de Bowie (en inglés: Bowie Township) es un municipio ubicado en el condado de Desha en el estado estadounidense de Arkansas. En el año 2010 tenía una población de 4213 habitantes y una densidad poblacional de 45,89 personas por km².

## Geografía
El municipio de Bowie se encuentra ubicado en las coordenadas 33°36′11″N 91°24′14″O / 33.60306, -91.40389. Según la Oficina del Censo de los Estados Unidos, el municipio tiene una superficie total de 91.8 km², de la cual 91,2 km² corresponden a tierra firme y (0,66 %) 0,6 km² es agua.

## Demografía
Según el censo de 2010, había 4213 personas residiendo en el municipio de Bowie. La densidad de población era de 45,89 hab./km². De los 4213 habitantes, el municipio de Bowie estaba compuesto por el 49,63 % blancos, el 47,12 % eran afroamericanos, el 0,43 % eran amerindios, el 0,43 % eran asiáticos, el 1,21 % eran de otras razas y el 1,19 % eran de una mezcla de razas. Del total de la población el 2,78 % eran hispanos o latinos de cualquier raza.